# یاشار وهاب‌زاده
یاشار وهاب‌زاده (ترکی آذربایجانی: Yaşar Vahabzadə؛ زادهٔ ۸ آوریل ۱۹۶۰) بازیکن فوتبال اهل جمهوری آذربایجان است.
از باشگاه‌هایی که در آن بازی کرده‌است می‌توان به باشگاه فوتبال خزر لنکران، باشگاه فوتبال باکو، و باشگاه فوتبال نفتچی باکو اشاره کرد.
وی همچنین در تیم ملی فوتبال جمهوری آذربایجان بازی کرده‌است.